# František Schmucker
František Schmucker (Horvátjárfalu, 1940. január 28. – Ostrava, 2004. július 15.) olimpiai és világbajnoki ezüstérmes csehszlovák válogatott szlovák labdarúgó, kapus.

## Pályafutása

### Klubcsapatban
1959 és 1965 között a Spartak ZJŠ Brno, 1967 és 1979 között a Baník Ostrava játékosa volt. Az ostravai csapattal két csehszlovák kupa-győzelmet szerzett.

### A válogatottban
1962 és 1970 között két alkalommal szerepelt a csehszlovák válogatottban. Tagja volt az 1962-es chilei világbajnokságon ezüstérmet szerzett csapatnak, de pályára nem lépett. 1962 és 1964 között 13 alkalommal védte a csehszlovák olimpiai csapat kapuját. 1964-ben a tokiói olimpián ezüstérmet szerzett a válogatottal.

## Sikerei, díjai
- Világbajnokság
  - ezüstérmes: 1962, Chile (pályára nem lépett)
- Olimpiai játékok
  - ezüstérmes: 1964, Tokió
- Csehszlovák bajnokság
  - 2.: 1978–79
- Csehszlovák kupa
  - győztes: 1973, 1978
  - döntős: 1979